# 松林村
松林村（しょうりんむら）は、神奈川県の中央南部、高座郡に属していた村。

## 地理
- 河川:小出川、駒寄川

## 歴史
- 1889年（明治22年）4月1日 - 町村制施行により[1]、室田村、高田村、赤羽根村、甘沼村、香川村、小和田村および菱沼村が合併し松林村となる[2]。
- 1908年（明治41年）2月 - 神奈川県および高座郡の強い要請により、松林村会にて茅ヶ崎村および鶴嶺村との合併を決議する。

- 1908年（明治41年）5月26日 - 同年7月1日に、茅ヶ崎村および鶴嶺村と合併し茅ヶ崎町を新設する神奈川県告示が発せられる。
県知事は、新町役場の位置を茅ヶ崎村字飯島2356番地に指定したが、この地は三村協議会で否決された場所であった。三村で合意した新町役場の位置である茅ヶ崎村字梅田（茅ヶ崎村役場所在地）への設置を無視された三村長は県に反発した。松林村会では合併中止決議が行われたが、県は合併予定期日を10月に延期して合併を強行した。

- 1908年（明治41年）6月27日 - 県が、合併施行日を10月1日へ改める。
- 1908年（明治41年）10月1日 - 正式に、高座郡茅ヶ崎村および鶴嶺村と合併し茅ヶ崎町となる。新町役場は、南湖の金剛院に置かれた。
現在は、茅ヶ崎市の松林、湘北、小和田、松浪および浜須賀地区が該当する。

## 交通

### 鉄道路線
- 東海道線（村内に鉄道駅はない）

### 道路
- 田村通り大山道 - 現在の神奈川県道44号伊勢原藤沢線
- 國道2號 - 旧東海道、現在の国道1号。
- 郷境 - 現在のラチエン通り

## 名所・旧跡・観光スポット・祭事・催事
- 小和田宿 - 藤沢宿と平塚宿の間の宿